# فرودگاه بوروستنیک
فرودگاه بوروستنیک (به انگلیسی: Burevestnik Airport) یک فرودگاه نظامی با کد یاتا BVV است که یک باند فرود بتن دارد و طول باند آن ۲۳۸۰ متر است. این فرودگاه در کشور روسیه قرار دارد و در ارتفاع ۲۴ متری از سطح دریا واقع شده‌است.